# Gederovci
Gederovci – wieś w Słowenii, w gminie Tišina. W 2018 roku liczyła 182 mieszkańców.